# Belgique au Concours Eurovision de la chanson junior
La Belgique participe au Concours Eurovision de la chanson junior depuis 2003.

## Participation
Comme pour le Concours Eurovision de la chanson, la délégation junior belge est représentée par le diffuseur flamand Vlaamse Radio- en Televisieomroeporganisatie (VRT) et la Radio-télévision belge de la Communauté française (RTBF).
Le programme de sélection du représentant de 2003 se nomme « Junior Eurosong ». En 2004, l'émission de présélection est renommée « Eurokids ».
En 2006, la RTBF décide de ne plus prendre part au concours lié à un manque d'intérêt en Wallonie et du diffuseur. Cette décision donne à la VRT le contrôle total de la délégation belge. Depuis cette année-là, c'est par le biais de l'émission « Junior Eurosong » que les jeunes chanteurs sont sélectionnés.
En 2013, la VRT décide de ne plus prendre part au concours.

## Pays hôte
Le pays a organisé le concours à une reprise, en 2005. Se déroulant à l'Ethias Arena dans la ville de à Hasselt, il a eu lieu le 26 novembre 2005 et est présenté par Marcel Vanthilt & Maureen Louys.

## Représentants
| Année                | Artiste                          | Chanson                   | Langue                | Traduction du titre            | Place | Points |
| -------------------- | -------------------------------- | ------------------------- | --------------------- | ------------------------------ | ----- | ------ |
| 2003                 | X!NK                             | De Vriendschapsband       | Néerlandais           | Le lien de l'amitié            | 06    | 83     |
| 2004                 | Free Spirits                     | Accroche-toi              | Français              | -                              | 10    | 37     |
| 2005                 | Lindsay Daenen                   | Mes rêves                 | Français              | -                              | 10    | 63     |
| 2006                 | Thor Salden                      | Een tocht door het donker | Néerlandais           | Une promenade dans l'obscurité | 07    | 71     |
| 2007                 | Trust                            | Anders                    | Néerlandais           | Différemment                   | 15    | 19     |
| 2008                 | Oliver Symons                    | Shut Up                   | Néerlandais           | Tais-toi                       | 11    | 45     |
| 2009                 | Laura Omloop                     | Zo verliefd               | Néerlandais           | Si amoureuse                   | 04    | 113    |
| 2010                 | Jill Van Vooren & Lauren Deruyck | Get Up!                   | Néerlandais, anglais  | Debout !                       | 07    | 61     |
| 2011                 | Femke Verschueren                | Een kusje meer            | Néerlandais, français | Encore un bisou                | 07    | 64     |
| 2012                 | Fabian Feyaerts                  | Abracadabra               | Néerlandais           | –                              | 05    | 72     |
| Retrait depuis 2013. |                                  |                           |                       |                                |       |        |

- Première place
- Deuxième place
- Troisième place
- Dernière place
- Belgique organisateurs

## Historique de vote
Depuis 2003, la Belgique a attribué le plus de points à :
| Rang | Pays        | Points |
| ---- | ----------- | ------ |
| 1    | Pays-Bas    | 98     |
| 2    | Arménie     | 54     |
| 3    | Russie      | 47     |
| 4    | Suède       | 46     |
| 5    | Biélorussie | 39     |
| 5    | Espagne     | 39     |
| 7    | Géorgie     | 36     |
| 8    | Ukraine     | 22     |
| 9    | Danemark    | 19     |
| 9    | Roumanie    | 19     |
| 9    | Serbie      | 19     |

Depuis 2003, la Belgique a reçu le plus de points de la part de :
| Rang | Pays        | Points |
| ---- | ----------- | ------ |
| 1    | Pays-Bas    | 97     |
| 2    | Macédoine   | 37     |
| 3    | Suède       | 36     |
| 4    | Malte       | 32     |
| 5    | Biélorussie | 28     |
| 6    | Russie      | 26     |
| 7    | Roumanie    | 23     |
| 8    | Espagne     | 22     |
| 8    | Serbie      | 22     |
| 10   | Géorgie     | 21     |

### 12 Points
Légende
 Vainqueur - La Belgique a donné 12 points à la chanson victorieuse / La Belgique a reçu 12 points et a gagné le concours
 2e place - La Belgique a donné 12 points à la chanson arrivée à la seconde place / La Belgique a reçu 12 points et est arrivée deuxième
 3e place - La Belgique a donné 12 points à la chanson arrivée à la troisième place / La Belgique a reçu 12 points et est arrivée troisième
| Année | Attribués | Reçus                           |
| ----- | --------- | ------------------------------- |
| 2003  | Pays-Bas  | Pays-Bas                        |
| 2004  | Espagne   | Aucun                           |
| 2005  | Pays-Bas  | Pays-Bas                        |
| 2006  | Russie    | Aucun                           |
| 2007  | Arménie   | Aucun                           |
| 2008  | Géorgie   | Aucun                           |
| 2009  | Pays-Bas  | Macédoine Malte Pays-Bas Serbie |
| 2010  | Arménie   | Pays-Bas                        |
| 2011  | Pays-Bas  | Pays-Bas                        |
| 2012  | Ukraine   | Aucun                           |